# 정춘생
정춘생(鄭春生, 1969년 4월 25일~)은 대한민국의 정치인이다. 제22대 국회의원이다. 
문재인 정부에서 여성가족비서관을 역임하였으며, 대한민국 제22대 국회의원 선거에서 조국혁신당의 공천을 받아 당선되었다.

## 학력
- 흥산국민학교 졸업
- 남원중학교 졸업
- 삼성여자고등학교 졸업
- 동국대학교 문과대학 국민윤리학 학사
- 동국대학교 대학원 정치학 석사

## 경력
- 1998년 5월~2000년 1월: 새정치국민회의 여성국 부장
- 2000년 1월~2004년 1월: 새천년민주당 사이버지원단 부장
- 2004년 1월~2007년 8월: 열린우리당 정책위원회 전문위원
- 2007년 8월~2011년 1월: 열린우리당→대통합민주신당→통합민주당→민주당 정책위원회 전문위원
- 2011년 1월~2014년 10월: 민주당→민주통합당→민주당→새정치민주연합 여성국장
- 2014년 10월~2015년 12월: 새정치민주연합 원내행정기획실 의사국장
- 2015년 12월~2016년 6월: 더불어민주당 원내행정기획실 의사국장
- 2016년 6월~2016년 9월: 더불어민주당 조직국장
- 2016년 9월~2017년 8월: 더불어민주당 교육연수국장
- 2017년 8월~2018년 6월: 더불어민주당 공보국장
- 2018년 6월~2019년 9월: 더불어민주당 원내행정기획실장
- 2019년 9월~2021년 5월: 더불어민주당 공보국장
- 2021년 5월~2022년 5월: 대통령비서실 여성가족비서관
- 2024년 5월~2025년 5월: 조국혁신당 원내수석부대표
- 2024년 7월~: 조국혁신당 정치혁신특별위원회 위원장
- 2024년 11월~: 조국혁신당 서울특별시당 위원장
- 2025년 7월~: 조국혁신당 정책위원회 의장

### 의정 활동
- 2024년 5월 30일~: 제22대 국회의원(비례대표, 조국혁신당, 초선)
  - 2024년 6월~: 제22대 국회 전반기 행정안전위원회 위원

## 역대 선거 결과
| 실시년도 | 선거   | 대수 | 직책     | 선거구   | 정당       | 득표수      | 득표율          | 순위         | 당락 | 비고 |
| -------- | ------ | ---- | -------- | -------- | ---------- | ----------- | --------------- | ------------ | ---- | ---- |
| 2024년   | 총선   | 22대 | 국회의원 | 비례대표 | 조국혁신당 | 6,874,278표 | \| \| 24.25% \| | 비례대표 9번 |      | 초선 |
|          | 24.25% |      |          |          |            |             |                 |              |      |      |

## 소속 정당
| 소속 정당 | 소속 정당      | 소속 기간 | 비고      |
| --------- | -------------- | --------- | --------- |
|           | 새정치국민회의 | 1998~2000 | 정계 입문 |
|           | 새천년민주당   | 2000~2003 | 합당      |
|           | 무소속         | 2003      | 탈당      |
|           | 열린우리당     | 2003~2007 | 창당      |
|           | 대통합민주신당 | 2007~2008 | 합당      |
|           | 통합민주당     | 2008      | 합당      |
|           | 민주당         | 2008~2011 | 당명 변경 |
|           | 민주통합당     | 2011~2013 | 합당      |
|           | 민주당         | 2013~2014 | 당명 변경 |
|           | 새정치민주연합 | 2014~2015 | 합당      |
|           | 더불어민주당   | 2015~2021 | 당명 변경 |
|           | 무소속         | 2021~2022 | 탈당      |
|           | 더불어민주당   | 2022~2024 | 복당      |
|           | 무소속         | 2024      | 탈당      |
|           | 조국혁신당     | 2024~현재 | 입당      |

## 같이 보기
- 대한민국 제22대 국회의원 선거 조국혁신당 후보 목록#비례대표